# Yukarıtepe, Ordu
Yukarıtepe là một xã thuộc thành phố Ordu, tỉnh Ordu, Thổ Nhĩ Kỳ. Dân số thời điểm năm 2010 là 947 người.